# Crocifissione (El Greco)
La crocifissione è un'opera di El Greco, realizzata tra il 1597 e il 1600 durante il suo ultimo soggiorno a Toledo. È esposto in una delle sale del Museo Nacional del Prado a Madrid, in Spagna. Apparteneva al gruppo dipinto per la Pala d'altare di Dona María de Aragón. 

## Storia
Nel 1596, El Greco si impegna a realizzare la pala d'altare della Chiesa del Collegio di Dona Maria de Aragon, un seminario dell'Ordine di Sant'Agostino. 
Il nome si riferisce a Dona Maria de Aragón, la patrona che pagò per i lavori. 
El Greco ricevette l'incarico dal Consiglio di Castiglia, che aveva rilevato l'eredità dopo la morte di Dona Maria. 
Documenti testimoniano come l'opera venne realizzata in tre anni e il lavoro è stato valutato a poco più di sessantatremila reali spagnoli, il prezzo più alto che abbia mai ricevuto durante la sua vita. 
Tuttavia, non esistono riferimenti al numero di dipinti commissionato, né alla struttura della pala d'altare, né al tema trattato

## Descrizione
Questo lavoro era situato nello spazio centrale della pala d'altare. La scena è strutturata in base a due triangoli in cui sono inserite le figure. Gesù sulla croce è l'asse della simmetria; alla Sua destra ci sono la Vergine Maria ed a sinistra, San Giovanni evangelista. Tre angeli completano la scena raccogliendo il sangue che scorre dalle ferite del Crocifisso.
È degna di nota la sproporzione tra le figure della scena. Per quanto riguarda il colore, El Greco usa ancora la sua gamma tradizionale, anche se qui sembra mescolare le tonalità della scuola veneziana con quelle apprese durante la sua permanenza nella Roma manierista nel 1570.
La visione notturna del Monte Calvario ha un notevole carattere religioso. Viene generata una grande intensità drammatica, aggravata dai contrasti cromatici. Alcune figure, come Maria Maddalena, seguono rigorosamente il canone Italiano.